# Charles Tharnæs
Sofus Charles Tharnæs (født 9. marts 1900 i København, død 28. januar 1952 smst) var en dansk skuespiller.
Han blev uddannet fra Det kongelige Teaters Elevskole i 1921 og optrådte herefter fem år på Folketeatret, inden han vendte tilbage til Det kongelige Teater med en række store roller til følge.
Tharnæs slog også igennem som filminstruktør med Spurve under taget fra 1944, som den mest kendte.

## Filmografi
Han nåede kun at medvirke i få film:
- Kobberbryllup – 1933
- Nøddebo Præstegård – 1934
- De bør forelske Dem – 1935
- Barnet – 1940
- My name is Petersen – 1947